# Lijst van gemeenten in Trabzon
Onderstaande lijst bevat alle gemeenten (2000) in de Turkse provincie Trabzon.
| District     | Gemeente     |
| ------------ | ------------ |
| Akçaabat     | Adacık       |
| Akçaabat     | Akçaabat     |
| Akçaabat     | Akçakale     |
| Akçaabat     | Akçaköy      |
| Akçaabat     | Akpınar      |
| Akçaabat     | Darıca       |
| Akçaabat     | Derecik      |
| Akçaabat     | Doğanköy     |
| Akçaabat     | Dörtyol      |
| Akçaabat     | Işıklar      |
| Akçaabat     | Kavaklı      |
| Akçaabat     | Mersin       |
| Akçaabat     | Söğütlü      |
| Akçaabat     | Şinik        |
| Akçaabat     | Yıldızlı     |
| Araklı       | Araklı       |
| Araklı       | Çankaya      |
| Araklı       | Erenler      |
| Araklı       | Yeşilyurt    |
| Arsin        | Arsin        |
| Arsin        | Atayurt      |
| Arsin        | Fındıklı     |
| Arsin        | Yeşilyalı    |
| Beşikdüzü    | Beşikdüzü    |
| Beşikdüzü    | Türkelli     |
| Beşikdüzü    | Yeşilköy     |
| Çarşıbaşı    | Çarşıbaşı    |
| Çaykara      | Ataköy       |
| Çaykara      | Çaykara      |
| Çaykara      | Karaçam      |
| Çaykara      | Taşkıran     |
| Çaykara      | Uzungöl      |
| Dernekpazarı | Dernekpazarı |
| Düzköy       | Aykut        |
| Düzköy       | Çalköy       |
| Düzköy       | Çayırbağı    |
| Düzköy       | Düzköy       |
| Hayrat       | Balaban      |
| Hayrat       | Gülderen     |
| Hayrat       | Hayrat       |
| Köprübaşı    | Beşköy       |
| Köprübaşı    | Köprübaşı    |
| Maçka        | Atasu        |
| Maçka        | Esiroğlu     |
| Maçka        | Maçka        |
| Of           | Ballıca      |
| Of           | Bölümlü      |
| Of           | Cumapazarı   |
| Of           | Eskipazar    |
| Of           | Gürpınar     |
| Of           | Kıyıcık      |
| Of           | Of           |
| Of           | Uğurlu       |
| Sürmene      | Çamburnu     |
| Sürmene      | Ormanseven   |
| Sürmene      | Oylum        |
| Sürmene      | Sürmene      |
| Sürmene      | Yeniay       |
| Şalpazarı    | Geyikli      |
| Şalpazarı    | Şalpazarı    |
| Tonya        | İskenderli   |
| Tonya        | Tonya        |
| Trabzon      | Akoluk       |
| Trabzon      | Akyazı       |
| Trabzon      | Çağlayan     |
| Trabzon      | Çukurçayır   |
| Trabzon      | Gürbulak     |
| Trabzon      | Pelitli      |
| Trabzon      | Trabzon      |
| Trabzon      | Yalıncak     |
| Trabzon      | Yeşilova     |
| Vakfıkebir   | Vakfıkebir   |
| Vakfıkebir   | Yalıköy      |
| Yomra        | Kaşüstü      |
| Yomra        | Oymalıtepe   |
| Yomra        | Özdil        |
| Yomra        | Yomra        |